# Brunnadern (Bern)
Brunnadern ist ein statistischer Bezirk im Stadtteil Kirchenfeld-Schosshalde (IV) im Süden von Bern. Dazu gehören die Quartiere Egghölzli, Elfenau/Brunnadern und Elfenau-Park. Der Bezirk liegt am weitesten südlich von Bern und bildet die Stadtgrenze zu Muri.
Im Jahr 2022 lebten im statistischen Bezirk 4802 Einwohner, davon 3861 Schweizer und 941 Ausländer.
Der Name Brunnadern geht auf ein 1958 abgebrochenes Brunnadernrain-Gut (auch Inneres Brunnadern-Gut) zurück, welches um 1720 errichtet wurde. Die emigrierte russische Grossfürstin Anna Fedorowna (1781–1860) erwarb 1814 das Brunnaderngut und liess 1816 den Namen Elfenau amtlich eintragen. Das Herrenhaus Elfenau mit einer Orangerie, die heute als Ausstellungs- und Konzertlokal dient, ging 1918 an die Stadt Bern. 1928/29 wurde dort die Stadtgärtnerei eingerichtet.
Das Egghölzli an der Muristrasse wird durch eine Wohnbebauung in Form von Reihenhäusern bestimmt.
Im «Villenviertel» Elfenau haben zahlreiche Botschaften ihren Sitz. Der Elfenau-Park grenzt an die Aare.